# Jo Lindinger

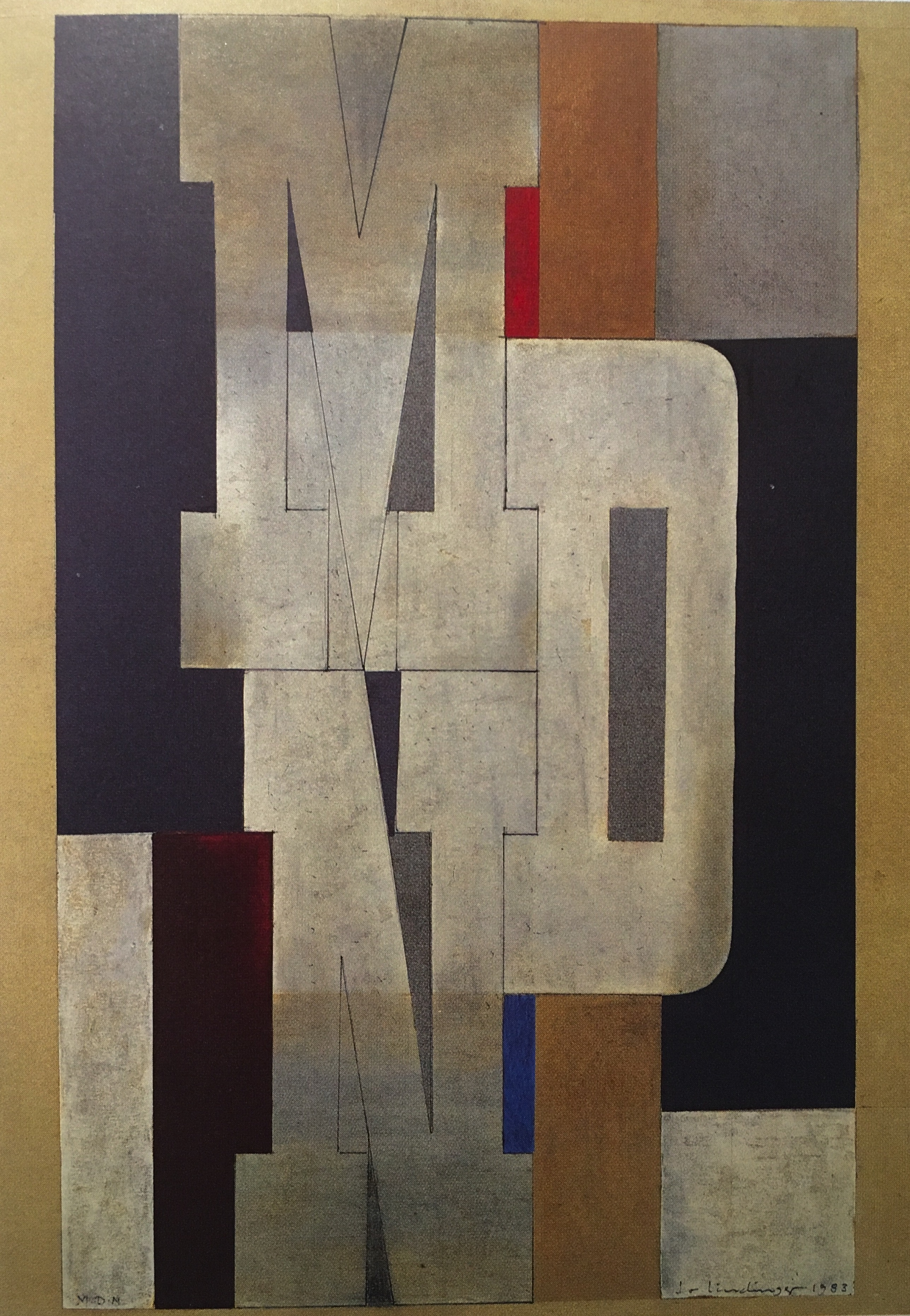
Ein Werk von Jo Lindinger aus „Schrift + Bild“

Josef "Jo" Lindinger (* 3. März 1907 in Straubing; † 1995 in Regensburg) war ein deutscher Bühnenbildner, Maler und Grafiker.

## Leben
Lindinger studierte an der Akademie der Bildenden Künste München als Meisterschüler bei Emil Preetorius und ging dann nach Regensburg.
Von 1930 bis 1972 arbeitete er als Bühnenbildner und Ausstattungsleiter am Stadttheater Regensburg und war nebenbei als freischaffender Maler und Grafiker tätig.
Seine freie Malerei fand Anfang der dreißiger Jahre in Ausstellungen Beachtung. Als der Kunst- und Gewerbeverein Regensburg im Januar 1936 die Ausstellung ‚Entartete Kunst‘ zeigte, war Lindinger an der Aufhängung dieses Vorläufers der großen Wanderausstellung Entartete Kunst von 1937 beteiligt. Für die 1936 in Regensburg eröffnete, nach dem Gauleiter Hans Schemm benannte Grundschule in der Schottenheimsiedlung gestaltete Lindinger ein Fresko in der Eingangshalle der Schule. Für die NS-Rüstungsfabrik Messerschmitt malte er die Kantine aus.
Als Grafiker gestaltete er für die Stadt Regensburg, für kulturelle Einrichtungen und für Unternehmen Plakate, Werbeschriften, Kataloge, Signets, Buchumschläge, Medaillen und Urkunden.
Er entwarf die Spielflächen und Dekorationen für die Schlossfestspiele im Schloss Wörth an der Donau und die Schwarzenburg Festspiele in Rötz.
Von seinen Arbeiten im öffentlichen Raum, die Fresken, Fassadengestaltungen und Außenanlagen umfassten, sind unter anderem heute noch das Fresko des Sankt Erhard an der Fassade des Kolpinghauses, das Treppenhaus in der vormaligen Bauschule (heute Universität Regensburg), die Fassade der Hofapotheke Sankt Emmeram und die Freiflächengestaltung im Bereich der Philosophisch-Theologischen Fakultät auf dem Gelände der Universität Regensburg erhalten.

## Publikationen
- mit Walter Zacharias und Max Maria Rheude: Regensburger Bilderbuch. Erlebt und fotografiert von Mitarbeitern des Fotohauses Josef Zacharias. Gustav Bosse Verlag, Regensburg 1955.
- mit Sigfrid Färber: Oberpfalz-Bilderbuch. Gustav Bosse Verlag, Regensburg 1966.

Ausstellungskataloge:
- Jo Lindinger: Schrift + Bild; Kunsthalle Nürnberg (Hg.), 1981.
- Jo Lindinger: Bühnenbilder 1930–1972; Museen der Stadt Regensburg, Städtische Galerie Leerer Beutel (Hg.) 1982.
- Jo Lindinger: Freie und angewandte Kunst; Kunst- und Gewerbeverein Regensburg (Hg.) 1990.
- Jo Lindinger: Schrift + Bild; Bergbau- und Industriemuseum Ostbayern (Hg.), Theuern 1990.

## Auszeichnungen
- 1967: Kulturförderpreis der Stadt Regensburg
- 1972: Kulturpreis Ostbayern
- 1972: Albertus-Magnus-Medaille, Stadt Regensburg
- 1984: Bundesverdienstkreuz am Bande